# Grand Prix de la FIDE femení 2011-2012
El Grand Prix de la FIDE femení 2011–2012 és una sèrie de sis torneigs d'escacs exclusivament per a dones, el qual va formar part del cicle de classificació pel Campionat del món d'escacs femení de 2013. La guanyadora del Gran Prix, Hou Yifan, desafiarà la campiona del món del 2012.

## Format
Divuit jugadores foren seleccionades per a competir en aquests torneigs. Cada jugadora acorda i contraurà per participar exactament a quatre d'aquests torneigs. Les jugadores han de triar la seva preferència de torneigs una vegada que és anunciada la llista final de les ciutats amfitriones i les dates per a cada ciutat amfitriona.
Cada torneig és un torneig de totes contra totes a una volta i format per 12 jugadores. A cada ronda les jugadores anoten 1 punt per un victòria, ½ punt per taules i 0 per una derrota. El punts Gran Prix es repetiren segons la classificació de cada jugadora: 160 punts Gran Prix pel primer lloc, 130 pel segon lloc, 110 pel tercer lloc, i llavors 90 en avall de 10 en10 punts. En cas d'un empat els punts Gran Prix són compartits entre les jugadores empatades. Només comptarien els tres millors resultats del Gran Prix. La jugadora amb el més puntas Gran Prix seria la guanyadora.

## Jugadors i classificació
Hi hi havia diverses maneres per a classificar pel Gran Prix.
- Les quatre millors jugadores del Campionat del món femení de 2010:
  - Hou Yifan, Ruan Lufei, Humpy Koneru, i Zhao Xue.
- La guanyadora de l'anterior Gran Prix 2011-2012
  - (Com que Hou Yifan ja estava classificada va entrar la sisena de millor Elo)
- Les sis jugadores amb més alt elo (mitjana de les llistes entre el juliol de 2010 i el gener de 2011) no fossin classificades:
  - Judit Polgár (declinat), Tatiana Kossíntseva, Antoaneta Stéfanova, Nadejda Kossíntseva, Anna Muzitxuk, i Katerina Lahnó.
- Dues jugadores anomenades pel president de FIDE:
  - Zhu Chen i Batkhuyag Munguntuul.
- Una candidata triada per cada una de les sis ciutats amfitriones:
  - Ekaterina Kovalévskaia (Rostov), Ju Wenjun (Shenzhen), Aleksandra Kosteniuk (Nalchik), Alissa Gal·liàmova (Kazan), Elina Danielian (Jermuk), i Betül Cemre Yıldız (Istanbul).

Polgár, la millor jugadora del món, mai ha competit pel títol femení i va declinar per a participar-hi en aquest també, així que la seva plaça va ser donada a la jugadora millor valorada dins, Viktorija Cmilyte.
Al segon torneig a Shenzhen, Tan Zhongyi va reemplaçar Alissa Gal·liàmova.

## Premis metàl·lics i punts del Gran Prix
La bossa de premis era de 40.000 € per Gran Prix i 60.000 € per la classificació final del Gran Prix.
| Lloc | Per cada torneig del Gran Prix | Classificació Global | Punts Gran Prix |
| ---- | ------------------------------ | -------------------- | --------------- |
| 1    | 6.500 €                        | 15.000 €             | 160             |
| 2    | 4.750 €                        | 10.000 €             | 130             |
| 3    | 4.000 €                        | 8.000 €              | 110             |
| 4    | 3.750 €                        | 7.000 €              | 90              |
| 5    | 3.500 €                        | 6.000 €              | 80              |
| 6    | 3.250 €                        | 5.000 €              | 70              |
| 7    | 3.000 €                        | 4.000 €              | 60              |
| 8    | 2.750 €                        | 3.000 €              | 50              |
| 9    | 2.500 €                        | 2.000 €              | 40              |
| 10   | 2.250 €                        | –                    | 30              |
| 11   | 2.000 €                        | –                    | 20              |
| 12   | 1.750 €                        | –                    | 10              |

## Desempats
Amb l'objectiu de determinar una clara guanyadora, només per a jugar en el Matx de Candidates i en el cas que dues o més jugadores tinguessin els mateixos punts, els criteris següents (en ordre descendent) seria utilitzat per decidir la guanyadora global:
1. Quart resultat no agafat dels tres millors resultats.
2. Nombre de punts de totes les partides fetes entre els quatre torneigs.
3. Número de primers llocs.
4. Número de segons llocs.
5. Número de partida guanyades.
6. Taules per parts.

## Resultats
Els sis torneigs foren:
| Nº | Ciutat amfitriona | Data                | Guanyadora                   | Punts (Victòria/Taules/Derrota) |
| -- | ----------------- | ------------------- | ---------------------------- | ------------------------------- |
| 1  | Rostov, Rússia    | 1–15 Agost 2011     | Hou Yifan                    | 8/11 (+6 =4 –1)                 |
| 2  | Shenzhen, Xina    | 6–20 setembre 2011  | Hou Yifan                    | 8/11 (+5 =6 –0)                 |
| 3  | Nalchik, Rússia   | 8–23 octubre 2011   | Zhao Xue                     | 9.5/11 (+9 =1 –1)               |
| 4  | Kazan, Rússia     | 10–21 juny 2012     | Koneru Humpy I Anna Muzitxuk | 7.5/11 (+4 =7 –0)               |
| 5  | Djermuk, Armènia  | 16–30 juliol 2012   | Hou Yifan                    | 7/11 (+4 =6 –1)                 |
| 6  | Ankara, Turquia   | 16–28 setembre 2012 | Koneru Humpy                 | 8.5/11 (+7 =3 –1)               |

### Classificacions dels torneigs

#### Rostov 2011
|    |                        | Elo  | 1 | 2 | 3 | 4 | 5 | 6 | 7 | 8 | 9 | 10 | 11 | 12 | Punts | Desempat |
| -- | ---------------------- | ---- | - | - | - | - | - | - | - | - | - | -- | -- | -- | ----- | -------- |
| 1  | Hou Yifan              | 2575 | – | 0 | 1 | ½ | ½ | 1 | 1 | ½ | 1 | ½  | 1  | 1  | 8     |          |
| 2  | Katerina Lahnó         | 2536 | 1 | – | 0 | ½ | 1 | ½ | 1 | 1 | 1 | 0  | ½  | ½  | 7     |          |
| 3  | Anna Muzitxuk          | 2538 | 0 | 1 | – | ½ | ½ | ½ | 1 | ½ | ½ | 1  | ½  | ½  | 6½    | 34.25    |
| 4  | Tatiana Kossíntseva    | 2557 | ½ | ½ | ½ | – | ½ | ½ | 0 | 1 | ½ | 1  | 1  | ½  | 6½    | 33.50    |
| 5  | Nadejda Kossíntseva    | 2560 | ½ | 0 | ½ | ½ | – | ½ | ½ | ½ | ½ | ½  | 1  | 1  | 6     |          |
| 6  | Humpy Koneru           | 2614 | 0 | ½ | ½ | ½ | ½ | – | ½ | ½ | ½ | 1  | 0  | 1  | 5½    | 28.25    |
| 7  | Alissa Gal·liàmova     | 2492 | 0 | 0 | 0 | 1 | ½ | ½ | – | 1 | 0 | 1  | 1  | ½  | 5½    | 26.75    |
| 8  | Antoaneta Stéfanova    | 2524 | ½ | 0 | ½ | 0 | ½ | ½ | 0 | – | 1 | ½  | 1  | ½  | 5     | 25.25    |
| 9  | Elina Danielian        | 2521 | 0 | 0 | ½ | ½ | ½ | ½ | 1 | 0 | – | 0  | 1  | 1  | 5     | 24.25    |
| 10 | Ruan Lufei             | 2479 | ½ | 1 | 0 | 0 | ½ | 0 | 0 | ½ | 1 | –  | ½  | ½  | 4½    |          |
| 11 | Ekaterina Kovalévskaia | 2427 | 0 | ½ | ½ | 0 | 0 | 1 | 0 | 0 | 0 | ½  | –  | 1  | 3½    |          |
| 12 | Aleksandra Kosteniuk   | 2497 | 0 | ½ | ½ | ½ | 0 | 0 | ½ | ½ | 0 | ½  | 0  | –  | 3     |          |

#### Shenzhen 2011
|    |                         | Elo  | 1 | 2 | 3 | 4 | 5 | 6 | 7 | 8 | 9 | 10 | 11 | 12 | Punts | Desempat |
| -- | ----------------------- | ---- | - | - | - | - | - | - | - | - | - | -- | -- | -- | ----- | -------- |
| 1  | Hou Yifan               | 2578 | – | ½ | ½ | 1 | ½ | 1 | 1 | ½ | ½ | 1  | 1  | ½  | 8     |          |
| 2  | Anna Muzitxuk           | 2545 | ½ | – | ½ | ½ | ½ | ½ | ½ | 1 | ½ | 1  | ½  | 1  | 7     |          |
| 3  | Ju Wenjun               | 2536 | ½ | ½ | – | ½ | 1 | ½ | ½ | 0 | 1 | ½  | ½  | 1  | 6½    | 33.75    |
| 4  | Tan Zhongyi             | 2429 | 0 | ½ | ½ | – | ½ | ½ | ½ | ½ | ½ | 1  | 1  | 1  | 6½    | 31.25    |
| 5  | Zhao Xue                | 2497 | ½ | ½ | 0 | ½ | – | 1 | 1 | 0 | ½ | ½  | ½  | 1  | 6     | 31.25    |
| 6  | Ruan Lufei              | 2477 | 0 | ½ | ½ | ½ | 0 | – | ½ | 1 | ½ | ½  | 1  | 1  | 6     | 28.75    |
| 7  | Batkhuyagiin Möngöntuul | 2465 | 0 | ½ | ½ | ½ | 0 | ½ | – | 0 | 1 | 1  | ½  | 1  | 5½    |          |
| 8  | Elina Danielian         | 2517 | ½ | 0 | 1 | ½ | 1 | 0 | 1 | – | 0 | 0  | ½  | ½  | 5     |          |
| 9  | Zhu Chen                | 2490 | ½ | ½ | 0 | ½ | ½ | ½ | 0 | 1 | – | 0  | ½  | ½  | 4½    | 25.00    |
| 10 | Viktorija Cmilyte       | 2525 | 0 | 0 | ½ | 0 | ½ | ½ | 0 | 1 | 1 | –  | ½  | ½  | 4½    | 22.00    |
| 11 | Ekaterina Kovalévskaia  | 2421 | 0 | ½ | ½ | 0 | ½ | 0 | ½ | ½ | ½ | ½  | –  | ½  | 4     |          |
| 12 | Betül Cemre Yıldız      | 2308 | ½ | 0 | 0 | 0 | 0 | 0 | 0 | ½ | ½ | ½  | ½  | –  | 2½    |          |

#### Nalchik 2011
|    |                         | Elo  | 1 | 2 | 3 | 4 | 5 | 6 | 7 | 8 | 9 | 10 | 11 | 12 | Punts | Desempat |
| -- | ----------------------- | ---- | - | - | - | - | - | - | - | - | - | -- | -- | -- | ----- | -------- |
| 1  | Zhao Xue                | 2497 | – | 0 | ½ | 1 | 1 | 1 | 1 | 1 | 1 | 1  | 1  | 1  | 9½    |          |
| 2  | Ju Wenjun               | 2536 | 1 | – | ½ | ½ | ½ | 1 | ½ | 1 | 1 | ½  | 0  | ½  | 7     |          |
| 3  | Ekaterina Kovalévskaia  | 2421 | ½ | ½ | – | 1 | ½ | ½ | ½ | 1 | ½ | ½  | ½  | 0  | 6     | 33.75    |
| 4  | Viktorija Cmilyte       | 2525 | 0 | ½ | 0 | – | 1 | ½ | 1 | ½ | ½ | ½  | ½  | 1  | 6     | 29.25    |
| 5  | Katerina Lahnó          | 2554 | 0 | ½ | ½ | 0 | – | ½ | ½ | ½ | 1 | ½  | ½  | 1  | 5½    |          |
| 6  | Zhu Chen                | 2490 | 0 | 0 | ½ | ½ | ½ | – | ½ | ½ | 1 | ½  | 1  | 0  | 5     | 25.00    |
| 7  | Tatiana Kossíntseva     | 2536 | 0 | ½ | ½ | 0 | ½ | ½ | – | ½ | ½ | ½  | ½  | 1  | 5     | 24.50    |
| 8  | Nadejda Kossíntseva     | 2560 | 0 | 0 | 0 | ½ | ½ | ½ | ½ | – | ½ | ½  | 1  | 1  | 5     | 23.00    |
| 9  | Antoaneta Stéfanova     | 2528 | 0 | 0 | ½ | ½ | 0 | 0 | ½ | ½ | – | 1  | 1  | 1  | 5     | 23.00    |
| 10 | Alissa Gal·liàmova      | 2498 | 0 | ½ | ½ | ½ | ½ | ½ | ½ | ½ | 0 | –  | 1  | 0  | 4½    |          |
| 11 | Batkhuyagiin Möngöntuul | 2465 | 0 | 1 | ½ | ½ | ½ | 0 | ½ | 0 | 0 | 0  | –  | 1  | 4     |          |
| 12 | Aleksandra Kosteniuk    | 2469 | 0 | ½ | 1 | 0 | 0 | 1 | 0 | 0 | 0 | 1  | 0  | –  | 3½    |          |

#### Kazan 2012
|    |                      | Elo  | 1 | 2 | 3 | 4 | 5 | 6 | 7 | 8 | 9 | 10 | 11 | 12 | Punts | Desempat |
| -- | -------------------- | ---- | - | - | - | - | - | - | - | - | - | -- | -- | -- | ----- | -------- |
| 1  | Humpy Koneru         | 2589 | – | ½ | ½ | ½ | ½ | ½ | ½ | 1 | 1 | ½  | 1  | 1  | 7½    | 36.75    |
| 2  | Anna Muzitxuk        | 2598 | ½ | – | ½ | ½ | ½ | ½ | ½ | ½ | 1 | 1  | 1  | 1  | 7½    | 36.50    |
| 3  | Viktorija Cmilyte    | 2508 | ½ | ½ | – | 1 | 0 | ½ | ½ | ½ | ½ | 1  | 1  | 1  | 7     | 35.00    |
| 4  | Hou Yifan            | 2623 | ½ | ½ | 0 | – | 1 | 1 | 1 | ½ | 1 | ½  | 1  | 0  | 7     | 37.25    |
| 5  | Aleksandra Kosteniuk | 2457 | ½ | ½ | 1 | 0 | – | 1 | ½ | 0 | ½ | 0  | 1  | 1  | 6     | 31.00    |
| 6  | Elina Danielian      | 2484 | ½ | ½ | ½ | 0 | 0 | – | 1 | 1 | ½ | 1  | 0  | 1  | 6     | 30.75    |
| 7  | Tatiana Kossíntseva  | 2532 | ½ | ½ | ½ | 0 | ½ | 0 | – | 1 | ½ | ½  | ½  | 1  | 5½    |          |
| 8  | Katerina Lahnó       | 2546 | 0 | ½ | ½ | ½ | 1 | 0 | 0 | – | ½ | ½  | 1  | ½  | 5     |          |
| 9  | Antoaneta Stéfanova  | 2518 | 0 | 0 | ½ | 0 | ½ | ½ | ½ | ½ | – | 1  | ½  | ½  | 4½    | 22       |
| 10 | Nadejda Kossíntseva  | 2528 | ½ | 0 | 0 | ½ | 1 | 0 | ½ | ½ | 0 | –  | 1  | ½  | 4½    | 22.75    |
| 11 | Alissa Gal·liàmova   | 2484 | 0 | 0 | 0 | 0 | 0 | 1 | ½ | 0 | ½ | 0  | –  | 1  | 3     |          |
| 12 | Betül Cemre Yıldız   | 2333 | 0 | 0 | 0 | 1 | 0 | 0 | 0 | ½ | ½ | ½  | 0  | –  | 2½    |          |

#### Jermuk 2012
|    |                         | Elo  | 1 | 2 | 3 | 4 | 5 | 6 | 7 | 8 | 9 | 10 | 11 | 12 | Punts | Desempat |
| -- | ----------------------- | ---- | - | - | - | - | - | - | - | - | - | -- | -- | -- | ----- | -------- |
| 1  | Hou Yifan               | 2617 | – | ½ | 0 | ½ | ½ | 1 | ½ | ½ | 1 | 1  | ½  | 1  | 7     |          |
| 2  | Nadejda Kossíntseva     | 2516 | ½ | – | ½ | 1 | ½ | 1 | 1 | 1 | 0 | 0  | ½  | ½  | 6½    | 36.50    |
| 3  | Katerina Lahnó          | 2537 | 1 | ½ | – | 1 | ½ | ½ | 0 | ½ | ½ | 1  | ½  | ½  | 6½    | 36.00    |
| 4  | Humpy Koneru            | 2598 | ½ | 0 | 0 | – | 1 | ½ | 1 | 0 | 1 | 1  | ½  | 1  | 6½    | 33.00    |
| 5  | Ju Wenjun               | 2518 | ½ | ½ | ½ | 0 | – | 1 | 0 | 1 | ½ | ½  | ½  | 1  | 6     | 31.25    |
| 6  | Ruan Lufei              | 2483 | 0 | 0 | ½ | ½ | 0 | – | 1 | ½ | 1 | ½  | 1  | 1  | 6     | 29.25    |
| 7  | Zhao Xue                | 2556 | ½ | 0 | 1 | 0 | 1 | 0 | – | ½ | 1 | 0  | ½  | 1  | 5½    |          |
| 8  | Elina Danielian         | 2480 | ½ | 0 | ½ | 1 | 0 | ½ | ½ | – | ½ | ½  | ½  | ½  | 5     | 27.50    |
| 9  | Lilit Mkertxian         | 2450 | 0 | 1 | ½ | 0 | ½ | 0 | 0 | ½ | – | 1  | ½  | 1  | 5     | 25.25    |
| 10 | Ekaterina Kovalévskaia  | 2417 | 0 | 1 | 0 | 0 | ½ | ½ | 1 | ½ | 0 | –  | 1  | 0  | 4½    |          |
| 11 | Batkhuyagiin Möngöntuul | 2447 | ½ | ½ | ½ | ½ | ½ | 0 | ½ | ½ | ½ | 0  | –  | 0  | 4     |          |
| 12 | Nino Khurtsidze         | 2456 | 0 | ½ | ½ | 0 | 0 | 0 | 0 | ½ | 0 | 1  | 1  | –  | 3½    |          |

#### Ankara
|    |                         | Elo  | 1 | 2 | 3 | 4 | 5 | 6 | 7 | 8 | 9 | 10 | 11 | 12 | Punts | Desempat |
| -- | ----------------------- | ---- | - | - | - | - | - | - | - | - | - | -- | -- | -- | ----- | -------- |
| 1  | Humpy Koneru            | 2593 | – | 0 | ½ | ½ | 1 | ½ | 1 | 1 | 1 | 1  | 1  | 1  | 8½    |          |
| 2  | Anna Muzitxuk           | 2606 | 1 | – | ½ | ½ | ½ | ½ | 1 | ½ | ½ | 1  | 1  | 1  | 8     |          |
| 3  | Zhao Xue                | 2549 | ½ | ½ | – | 0 | ½ | 1 | ½ | 1 | 1 | 1  | 1  | ½  | 7½    |          |
| 4  | Viktorija Cmilyte       | 2520 | ½ | ½ | 1 | – | ½ | ½ | 0 | ½ | 1 | 0  | 1  | 1  | 6½    | 33.50    |
| 5  | Ruan Lufei              | 2492 | 0 | ½ | ½ | ½ | – | ½ | ½ | ½ | ½ | 1  | 1  | 1  | 6½    | 29.50    |
| 6  | Batkhuyagiin Möngöntuul | 2434 | ½ | ½ | 0 | ½ | ½ | – | ½ | 1 | ½ | ½  | 1  | ½  | 6     |          |
| 7  | Tatiana Kossíntseva     | 2524 | 0 | 0 | ½ | 1 | ½ | ½ | – | 1 | ½ | 0  | 1  | ½  | 5½    |          |
| 8  | Ju Wenjun               | 2528 | 0 | ½ | 0 | ½ | ½ | 0 | 0 | – | 1 | 1  | ½  | 1  | 5     |          |
| 9  | Antoaneta Stéfanova     | 2502 | 0 | ½ | 0 | 0 | ½ | ½ | ½ | 0 | – | 1  | ½  | 1  | 4½    |          |
| 10 | Betül Cemre Yıldız      | 2341 | 0 | 0 | 0 | 1 | 0 | ½ | 1 | 0 | 0 | –  | ½  | ½  | 3½    |          |
| 11 | Monika Soćko            | 2463 | 0 | 0 | 0 | 0 | 0 | 0 | 0 | ½ | ½ | ½  | –  | 1  | 2½    |          |
| 12 | Kübra Öztürk            | 2294 | 0 | 0 | ½ | 0 | 0 | ½ | ½ | 0 | 0 | ½  | 0  | –  | 2     |          |

### Classificació del Gran Prix
Hou Yifan va guanyar el Gran Prix amb una puntuació perfecta que va culminar amb la seva tercera victòria a la cinquena prova del Gran Prix jugat a Jermuk que li va permetre de classificar-se per trobar-se amb Anna Uixénina al Campionat del món d'escacs femení de 2013. La puntuació en italics denota una puntuació que no es va tenir en compte pel total si hi havia tres resultats millors.
|    | Jugadora                           | Rostov | Shenzhen | Nalchik | Kazan | Jermuk | Ankara | Va jugar | 3 millors |
| -- | ---------------------------------- | ------ | -------- | ------- | ----- | ------ | ------ | -------- | --------- |
| 1  | Hou Yifan (Xina)                   | 160    | 160      |         | 100   | 160    |        | 4        | 480       |
| 2  | Koneru Humpy (Índia)               | 65     |          |         | 145   | 110    | 160    | 4        | 415       |
| 3  | Anna Muzitxuk (Eslovènia)          | 100    | 130      |         | 145   |        | 130    | 4        | 405       |
| 4  | Zhao Xue (Xina)                    |        | 75       | 160     |       | 60     | 110    | 4        | 345       |
| 5  | Katerina Lahnó (Ucraïna)           | 130    |          | 80      | 50    | 110    |        | 4        | 320       |
| 6  | Ju Wenjun (Xina)                   |        | 100      | 130     |       | 75     | 50     | 4        | 305       |
| 7  | Viktorija Cmilyte (Lituània)       |        | 35       | 100     | 100   |        | 85     | 4        | 285       |
| 8  | Nadejda Kossíntseva (Rússia)       | 80     |          | 55      | 35    | 110    |        | 4        | 245       |
| 9  | Ruan Lufei (Xina)                  | 30     | 75       |         |       | 75     | 85     | 4        | 235       |
| 10 | Tatiana Kossíntseva (Rússia)       | 100    |          | 55      | 60    |        | 60     | 4        | 220       |
| 11 | Elina Danielian (Armènia)          | 45     | 50       |         | 75    | 45     |        | 4        | 170       |
| 12 | Ekaterina Kovalévskaia (Rússia)    | 20     | 20       | 100     |       | 30     |        | 4        | 150       |
| 12 | Batkhuyagiin Möngöntuul (Mongòlia) |        | 60       | 20      |       | 20     | 70     | 4        | 150       |
| 14 | Antoaneta Stefanova (Bulgària)     | 45     |          | 55      | 35    |        | 40     | 4        | 140       |
| 15 | Alissa Gal·liàmova (Rússia)        | 65     |          | 30      | 20    |        |        | 3        | 115       |
| 16 | Tan Zhongyi (Xina)                 |        | 100      |         |       |        |        | 1        | 100       |
| 17 | Aleksandra Kosteniuk (Rússia)      | 10     |          | 10      | 75    |        |        | 3        | 95        |
| 18 | Zhu Chen (Qatar)                   |        | 35       | 55      |       |        |        | 2        | 90        |
| 19 | Betul Cemre Yildiz (Turquia)       |        | 10       |         | 10    |        | 30     | 3        | 50        |
| 20 | Lilit Mkertxian (Armènia)          |        |          |         |       | 45     |        | 1        | 45        |
| 21 | Monika Soćko (Polònia)             |        |          |         |       |        | 20     | 1        | 20        |
| 22 | Nino Khurtsidze (Geòrgia)          |        |          |         |       | 10     |        | 1        | 10        |
| 22 | Kübra Öztürk (Turquia)             |        |          |         |       |        | 10     | 1        | 10        |

Notes: Bronzejat Zhongyi va reemplaçar Alissa Gal·liàmova en Shenzhen Nino Khurtsidze i Lilit Mkertxian va reemplaçar Aleksandra Kosteniuk i Zhu Chen en Jermuk, qui s'havia retirat la seva participació.